# Bracon cecidobius
Bracon cecidobius är en stekelart som beskrevs av Jean-Jacques Kieffer 1905. Bracon cecidobius ingår i släktet Bracon och familjen bracksteklar. Inga underarter finns listade.